# Mustapur, Basavakalyan
Mustapur là một làng thuộc tehsil Basavakalyan, huyện Bidar, bang Karnataka, Ấn Độ.